# 世界貿易中心七號大樓
世界貿易中心七號大樓（英語：Seven World Trade Center），是美國紐約曼哈顿下城的摩天大樓，屬於世界貿易中心建築群的一部分。舊樓於1987年落成，在九一一襲擊事件中遭到火災波及而倒塌。目前的大樓在2006年完工開幕。兩棟建築都是由兆華斯坦地產開發建造，建地則自紐約與紐澤西港務局租借。
原本的世界貿易中心七號大樓樓高47層，外牆以紅色石材包覆，建築平面為一正方形，與世界貿易中心廣場間有一條行人天橋相連。大樓原先是建造在一座聯合愛迪生電力公司的變電所上方，因此有一些建築設計限制。當大樓在1987年開幕時，兆華斯坦在招募承租戶上遇到困難。因此隔年與所羅門企業簽訂長期租約，同時該公司也成為大樓主要承租戶。在2001年9月11日，鄰近的世界貿易中心北塔倒塌，且其碎片殘骸還間接使世貿中心七號大樓崩塌。北塔的碎片殘骸也引起了火災，順勢蔓延至七號大樓低樓層區域。大樓內部的滅火系統由於水壓不足無法抵擋火勢，最後終因內部的重要柱體彎曲致完全倒塌。世貿中心七號大樓是第一棟因為火勢失控而倒塌的高層建築，也是世界上唯一一座因火災而倒塌的鋼筋摩天大樓。
世貿中心七號新大樓於2002年開工，並於2006年完工。大樓樓高52層（外加地下一層），是紐約市排名第28高的建築物。新大樓的基地面積跟原先相比稍微縮小，建商有考慮未來可能會增加基地面積，以使格林威治街（從翠貝卡起穿越世貿一直延伸到南方的砲台公園）得以重建。新樓周邊是格林威治街、維斯街、華盛頓街和巴克萊街。格林威治街對面的一座小公園曾是舊樓的一部分。新樓的設計針對安全性做考量，核心結構為鋼筋混凝土，並加寬安全樓梯，以及更厚實的鋼樑防火塗層。此外，新大樓也有許多永續設計的特色。世貿中心七號大樓是紐約市第一棟獲得美國綠建築協會領先能源與環境設計（LEED）金牌認證的商業辦公大樓。同時也是一個參與綠建築協會領先能源與環境設計－結構體開發（LEED-CS）前導專案的建築計畫。

## 原始建築（1983年－2001年）

### 設計與佈局
原始的世界貿易中心七號大樓樓高47層，由艾莫瑞·羅斯父子公司設計。外牆由黃色花崗岩立面建成。大廈高度為190（620英尺），建築平面形狀為長100（330英尺）、寬43（141英尺）的梯形。營建商為鐵獅門地產和工程，於1983年動土。1987年3月大樓落成啟用，成為世界貿易中心的第七座建築物。
大樓建造在聯合愛迪生電力公司於1967年建成的變電所上方。變電站預留了沉箱，容許日後可發展樓高25層，總樓地板面積達56,000平方（600,000平方英尺）的建築物。然而最終大樓設計面積卻大於原先變電站所許可的結構。
因此世界貿易中心七號大樓的五樓至七樓之間設計了一套重力轉移桁架和樑柱系統，能將建築的承重轉移至較大的地基。大樓除了使用於1967年安裝的既有沉箱，也增加了數個新的沉箱。五樓作為大樓的連續結構（structural diaphragm），以提供建築的橫向穩定性，並負責將重量分配至新舊沉箱間。在七樓以上，大樓結構採用常見的筒狀結構設計，在建築的中心和四周設有立柱，量體的重量由連續的橫向構架支撐。在世貿中心七號大樓的東南側有一個斜坡提供整個世貿中心用來運輸貨物。

在五至七樓間使用的重力轉移桁架和樑柱系統。

大樓一樓的東側設有一個貨車碼頭，提供整個世界貿易中心建築群使用，碼頭佔據了一樓近四分之一面積。建築的三樓以下完全開放挑高，提供貨車進入所需的高度。大樓鋼鐵結構上噴灑以石膏為原料的火力克作為防火塗層，能為鋼製的樑、副樑和桁架提供兩小時的耐火效能，鋼柱則有三小時的耐火效能。
機械設備安裝在4至7樓，包含在5樓的12個變壓器。所羅門·史密斯·拜尼（Salomon Smith Barney）和其他租戶使用了安裝在應急辦公室中的幾個應急發電機。地下儲存了24,000加侖（91,000升）的柴油以供應發電。另外，一至九樓都存有柴油燃料。1993年2月26日世界貿易中心爆炸事件發生後，紐約市市長魯迪·朱利安尼決定在世貿中心七號大樓設置應急指揮中心和相關燃料箱。這個決定因為911事件而受到批評，但現今人們不認為建築物中的燃料是引起倒塌的關鍵。建築的屋頂包括一個朝西面的小閣樓和一個朝東面較大機械閣樓。
每層樓有4,400平方（47,000平方英尺）的使用空間，比市中的大多數辦公建築要大得多。總體而言，世貿中心七號大樓總共有173,500平方（1,868,000平方英尺）的辦公空間。兩天橋連接了世界貿易中心綜合大樓，橫跨維希街（Vesey）與世貿中心七號大樓的三樓。世貿中心七號大樓大廳有藝術家阿爾·赫爾德的三幅壁畫：《第三圓環》（The Third Circle）、《泛北十二》（Pan North XII）和《伏斯七號》（Vorces VII）。

### 承租方

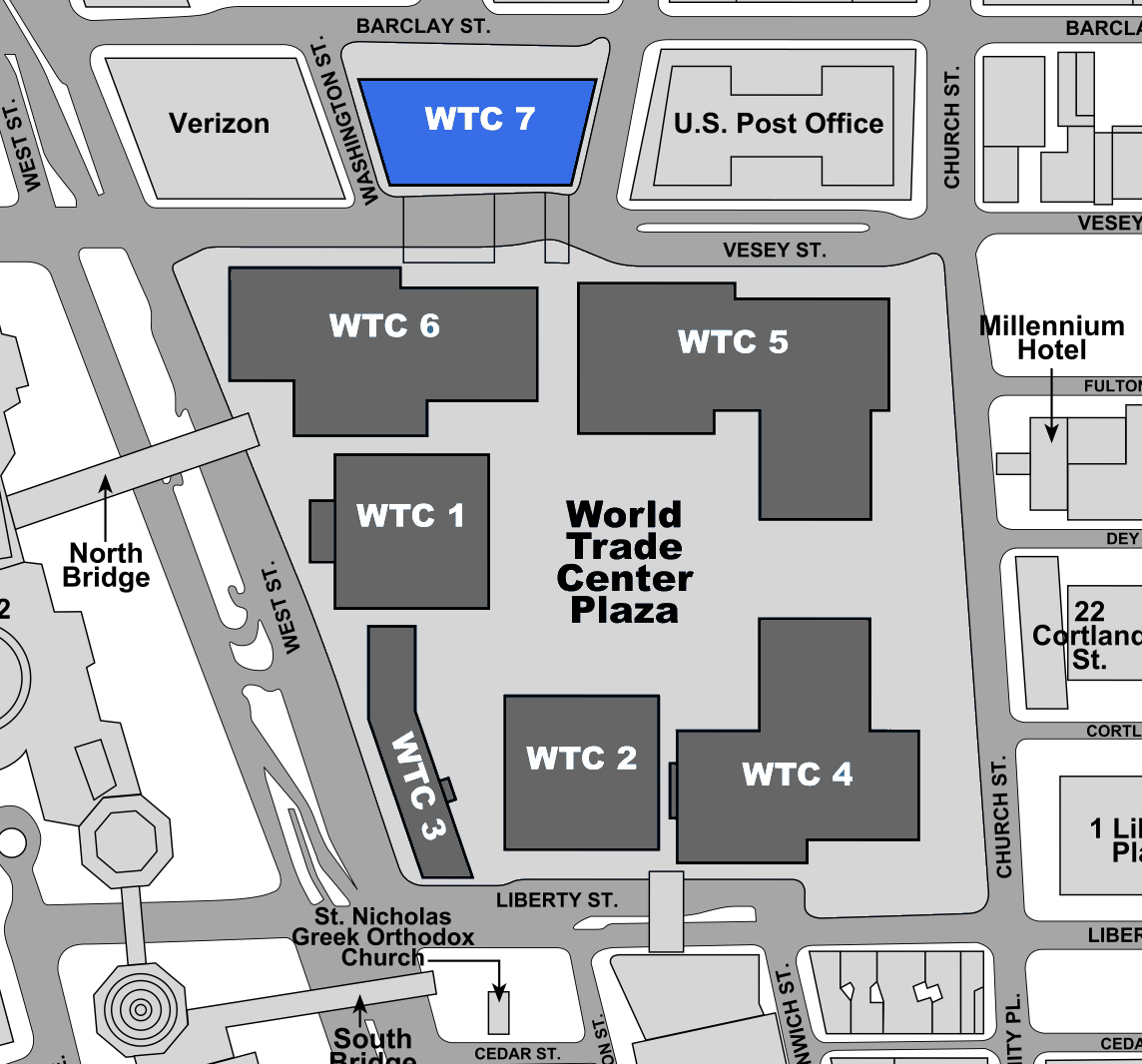
2001年9月11日前世貿中心七號大樓與世貿中心建築群的關係。

1986年6月竣工之前， 德崇證券付30億美元租金給兆華斯坦租賃為期超過30年的世貿中心七號大樓。1986年12月，在伊凡·博斯基內線交易醜聞爆發後，德崇只需要少部分租約，兆華斯坦只好另覓租客。
Spicer＆Oppenheim公司同意租賃14％的空間，由於黑色星期一和其他因素對曼哈頓下城房地產市場產生之不利影響，使得兆華斯坦在很多年還是無法找到剩餘86%的租戶。1988年4月，兆華斯坦降低了租金，並作出了其他讓步。
同年11月，所罗门兄弟暫停在中城哥倫布圓環建一個大型新複合商業區的計畫，並同意租賃世貿中心七號大樓最上面19個樓層長達20年。該建築於1989年經過全面翻新，以符合所羅門企業的需求。因此建築便更名為所羅門企業大廈（Salomon Brothers building）。共三個樓層清空給所羅門企業使用，同時租戶仍可繼續使用其他樓層，並且添加超過350噸的鋼材以構建三個雙倍高度的樓層。五樓則安裝了13台柴油發電機作為備用發電站的一部分。
兆華斯坦的區域經理說：「事實上，所羅門正在原本的建築物中再建築一個新的建築物。而且還是現有還在使用的建築物，所以使情況更復雜。」拉里·希尔弗斯坦說這個不平凡的任務是可行的，因為它是設計允許樓層的整個部分抽離，而不會影響建築的結構完整性，例如有人可能需要雙倍挑高的樓層。
911事件發生當時，所羅門是世貿中心七號大樓最大的租戶，面積1,202,900平方（12,948,000平方英尺），含28至45樓，共計承租了70％的建體。其他主要租戶包括ITT Hartford保險集團（11,400平方公尺）、美國運通國際銀行（9,900平方米）、渣打銀行（10,350平方公尺），以及美国证券交易委员会（9,850平方公尺）。較小的租戶包括美國國家稅務局區域市政局（8,400平方米）和特勤局（7,900平方米）。更小的租戶包括紐約市緊急管理辦公室、全國保險委員會協會、聯邦住房貸款銀行、第一州管理集團公司（First State Management Group Inc.）、公積金管理，和移民歸化局。國防部（DOD）和中央情報局（CIA）與國稅局一起使用25樓。46至47樓與底層六樓和部份七樓一樣都是放機械的樓層。

### 911事件

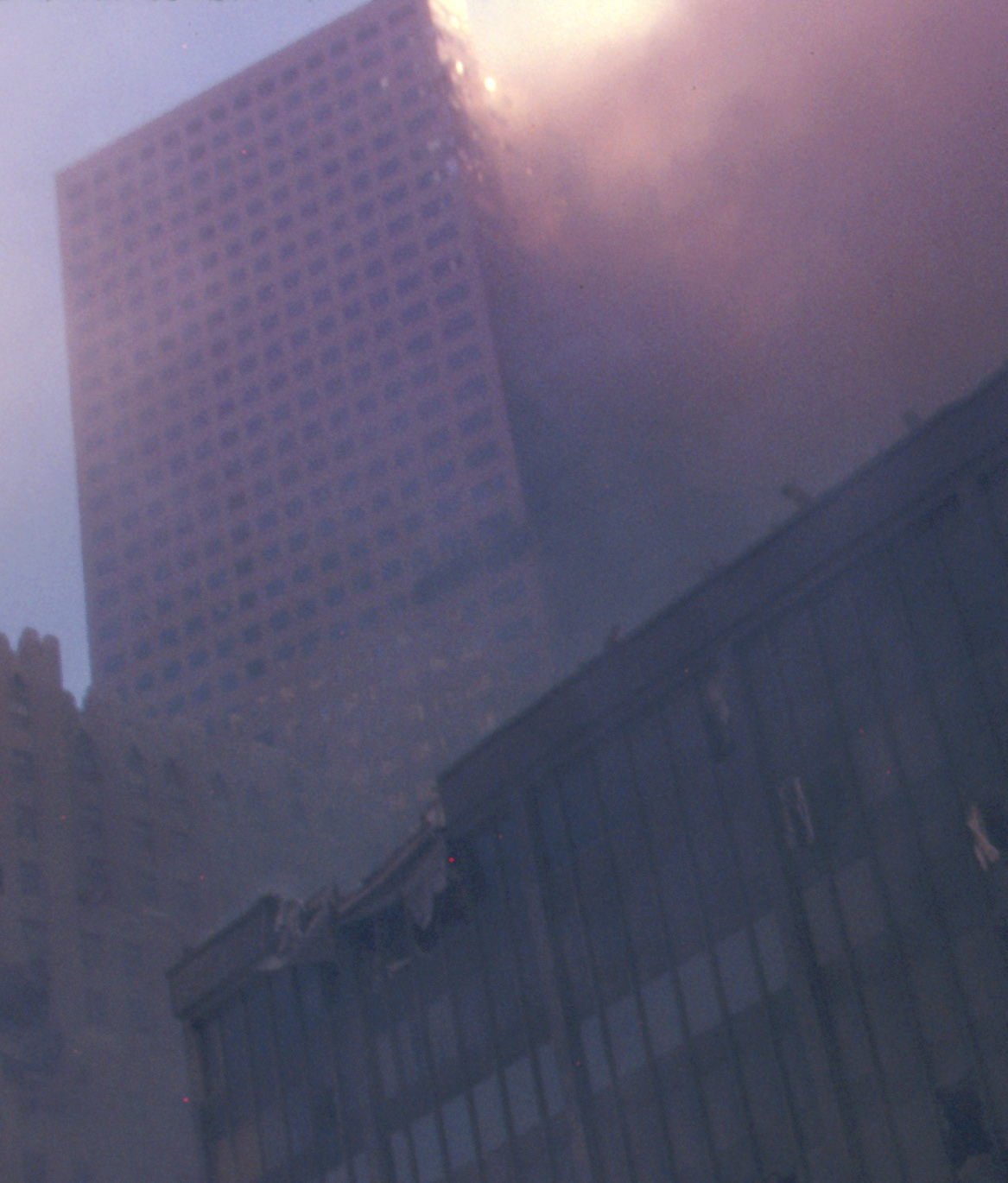
911事件發生時的世界貿易中心七號大樓

#### 倒塌
由於北塔於2001年9月11日倒塌，重型碎片撞擊世貿中心七號大樓，破壞了建築物的南面，並持續燃燒到晚上。這次的倒塌也對7樓和17樓之間的西南角以及44樓和屋頂之間的南面造成了破壞。其他可能的結構損壞包括在24樓和41樓之間的南面中心附近的大垂直裂縫。該建築物配有灑水系統，但是有一些原因導致故障，因為噴淋系統不是全自動系統，必需手動啟動電氣消防泵。地面控制器只有單一接頭到噴水機器；而噴水滅火系統需要一些動力來使消防泵輸水。但同時還面臨水壓過高，水供給噴淋頭不足的問題。
北塔崩塌後，一些消防隊員進入世貿中心七號大樓搜索該建築物。他們試圖撲滅較小的火，但因水壓過高而作罷。一天過去，大火吞噬了七號大樓的數個樓層，建築東側仍有火舌持續竄出。下午，6至10樓，13、14樓，19至22樓和29、30樓仍有火勢。尤其是7至9樓和11至13樓的火勢仍持續失控。大約下午2點，消防隊員在10和13樓之間的七號世貿大樓的西南角注意到一個隆起，代表該建築物結構已不穩定，隨時可能崩塌。同時消防隊員還聽到了來自建築物的吱吱聲。下午3:30，紐約市消防局行動總監丹尼爾·A·尼格羅基於對人員安危考量而疏散該地區，並決定停止救援行動，所有人儘速撤離世貿中心七號大樓。根據聯邦緊急事務管理署（FEMA）研究顯示東部機械閣樓開始崩塌時，建築物在EDT下午5:20:33開始崩塌。但完全倒塌的時間則眾說紛紜，急管署紀錄的時間為下午5:21:10（EDT），國家標準技術研究所（NIST）則紀錄為下午5:20:52（EDT）。大樓倒塌並沒有造成額外的人員傷亡。

#### 研究

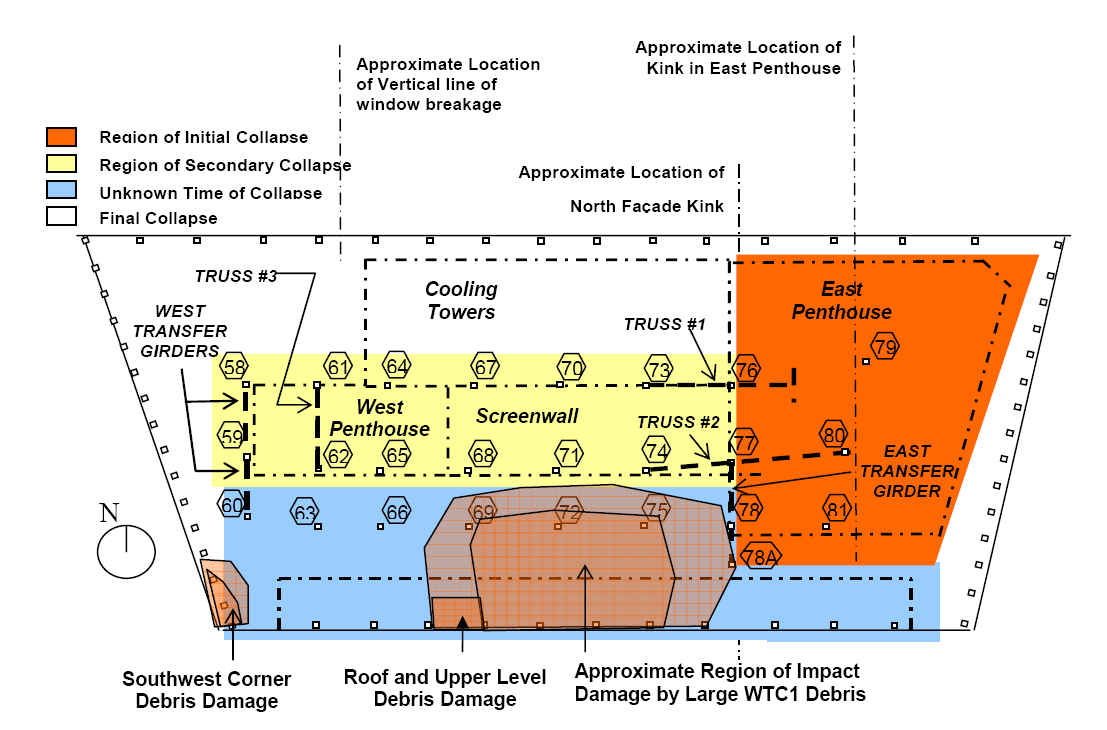
建築倒塌示意圖。圖中可見建體先由底層東側開始傾圮，之後垂直傳入樓頂。

2002年5月，聯邦急管署根據與美國土木工程師協會結構工程研究所聯合進行的初步調查，在W·金·科爾利博士領導下發表了一份關於倒塌的報告。聯邦緊急事務管理署初步的調查結果顯示，倒塌主要不是由於世貿中心一號大樓（1 WTC；北塔）或世貿中心二號大樓（2 WTC；南塔）的倒塌造成的衝擊損壞，而是由於其他兩個塔的碎片點燃且缺乏噴水器的水而持續燃燒，以及沒有啟用手動消防系統。該報告沒有就崩塌的原因得出結論，因此還需進一步調查。
隨後，國家標準技術研究所獲授權對世界貿易中心雙塔和世貿中心七號大樓的結構性破壞和倒塌進行調查。由夏姆·桑德爾（Shyam Sunder）博士領導的調查利用了內部的技術專長以及美國土木工程師協會（SEI / ASCE）結構工程研究所的一些外部私人機構的知識；消防工程師協會（SFPE）；美國消防協會（NFPA）； 美國鋼結構學會（American Institute of Steel Construction，AISC）；世界高層建築與都市人居學會（CTBUH）；和紐約結構工程師協會（SEAoNY）。

世貿中心七號大樓的調查推延到了雙子星大廈的報告完成之後。與此同時，美國國家標準技術研究所在2004年6月提供了關於大樓的初步報告，之後不斷更新調查進度。根據美國國家標準技術研究所的說法，世貿中心七號大樓的調查延遲的原因有很多，其中包含了在2004年6月到2005年9月期間，研究所的工作人員都從世貿中心七號大樓轉調到雙子星大廈的事件調查當中。2007年6月，首席調查員桑德說道： 
「我們將竭盡所能地進行調查，同時嚴格測試和評估各種情況，以還原事情的真相。世貿中心七號大樓的調查和雙子星大廈一樣具有很高挑戰性，有過之而無不及。而我們透過雙子星塔的事件調查吸取了大量的經驗及教訓、改善調查技術並運用於世貿中心七號大樓的調查上。」

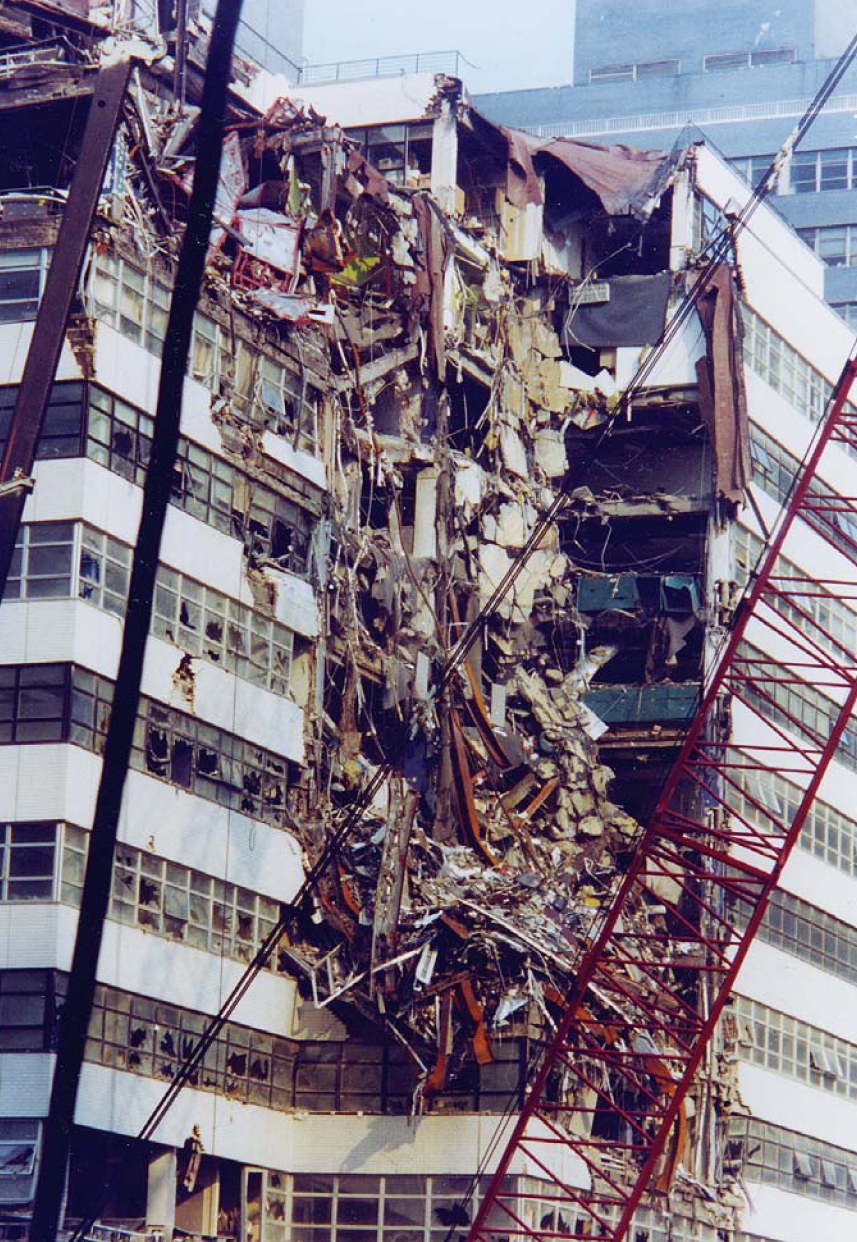
曼哈頓社區學院（BMCC）菲特曼大廳因七號大樓的倒塌而遭到嚴重毀損。

2008年11月，國家標準技術研究所發表世貿中心七號大樓倒塌原因的最終報告。報告內容承襲研究所於2008年8月21日發表的報告草稿，其中也包括了當時的公眾評論。在調查中，美國國家標準技術研究所利用ANSYS的技術來模擬建築倒塌的起因，同時利用LS-DYNA模型來模擬倒塌時全面的反應。國家標準技術研究所確定柴油燃料在整起事件中沒有起到重大的影響，雙塔或者傳遞元件坍塌也不是造成的結構損壞的主因。沒能即時用水滅火才是導致整起事件的主要原因。火勢在下午失去控制，導致編號79柱附近的地板梁膨脹，並將一個主梁推離其座位，導致8到14層樓的地板缺乏支撐。失去支撐的9樓將東屋頂和附近的柱子一同扯倒。由於這些關鍵柱的扭曲，隨之而來得崩塌從東向西穿過建築物的核心，使的周邊支撐超載，導致7到17樓之間的梁柱也一同彎曲，最後建築物的剩餘部分也跟著分崩離析。起火點是在公室的內部，火勢延燒了7個小時，因此判定內部的缺水正是造成本次事件的主要原因。
大樓坍塌產生的碎塊對曼哈頓社區學院的菲特曼大廳（位於百老匯30號附近）造成了無法修復的嚴重的破壞和污染。2009年修訂後的計劃要求拆除該建築物，並於2012年完成新的曼哈頓社區學院大樓，花費3.25億美元。 鄰近的威訊大樓是一座1926年建造的裝飾藝術建築，七號世界貿易大樓的崩塌對它的東面造成了巨大的破壞，最後以14億美元完成修復。
許多與聯邦調查有關的文件都收藏在七號世界貿易大樓內部。 公平就业机会委员会研判將有10,000多宗案件受到本次事件的影響。美國特勤機構最大外勤辦事處的調查檔案全因這次的事件消失了，一位特工說道：「我們儲存在世貿中心七號大樓的所有證據，都和建築物一同灰飛煙滅了。」與世通公司弊案相關的電子郵件在事件中遭到摧毀，使美國證券交易委員會後來只好向所羅門兄弟公司（隸屬於花旗集團）索求相關證據。

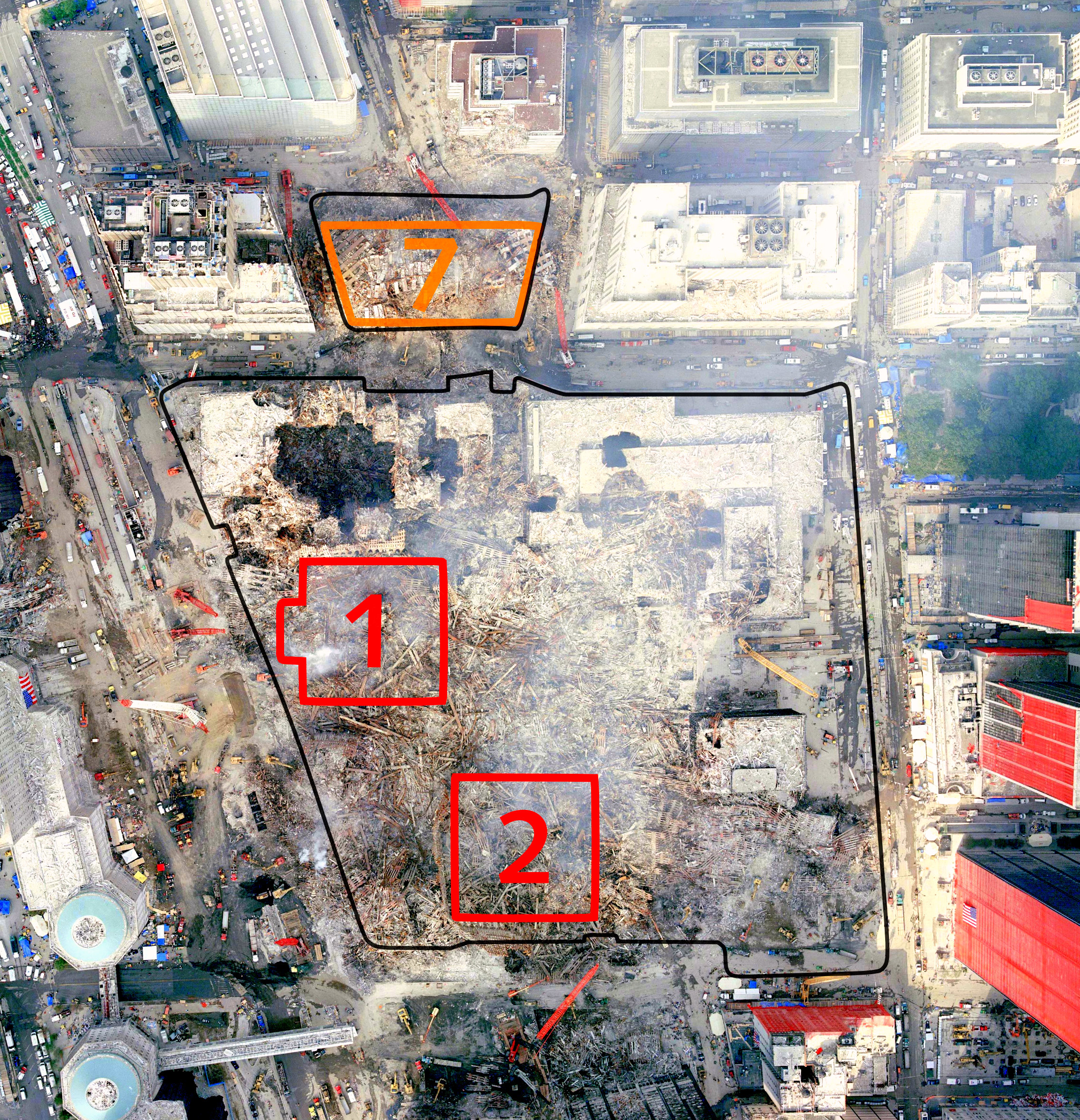
911事件後的世貿中心殘骸，及其鄰近地區。圖中紅色框為原雙子星大樓，橘色框為七號大樓。

國家標準技術研究所報告中沒有發現任何的證據支持相關的陰謀論。研究所沒有觀測到傳聞中使窗口產生破裂的爆裂物和爆炸聲音。基於火災的觀測及建築物結構對火災的反應，也沒有發現任何多餘的可疑物體，因此美國國家標準技術研究認為使用鋁熱劑的燃燒材料（例如鋁熱劑）造成建築物毀損的陰謀論純屬空穴來風。
根據調查，國家標準技術研究所重申了其早先對於雙子星大廈倒塌的報告中提出的若干建議，並依據相關建議的部份立即採取調查行動：應在假設沒有噴灑器的情況下評估耐火性；並考慮熱膨脹對地板支撐系統的影響。透過這次的調查了解到，目前的建築規範是為了生命安全而建造的，其目的不在於穩固建築物結構以防止其倒塌，因此美國國家標準技術研究提出建議，未來的建築物即便噴灑式滅火器無法使用，也不應該因為發生火災而倒塌。

## 新建築
新的世貿中心七號大樓共有52層，高226（741英尺）。 該建築有42層的可租用空間，從11樓開始，共有160,000平方（1,700,000平方英尺）的辦公空間。 在地下至第十樓有一個變電站（一個變壓器間高兩層；與辦公大樓部分沒有任何通道連繫），提供曼哈頓下城電力。辦公樓的佔地面積比其前身更窄，所以格林威治街的路線可以建築在翠貝卡和金融區的周圍。

### 設計
隸屬SOM建築設計事務所的大衛·蔡爾茲與玻璃藝術家和設計師詹姆士·卡本特（James Carpenter）合作，使用一種極度清澈的低鐵玻璃，可增加對陽光的反射。此外，玻璃後面的不銹鋼拱肩也可幫助反射陽光。建築立面中使用含鉬的316型不銹鋼材，提高了耐腐蝕性。為了增加變電站周圍的美觀性，建築物的底層帶有不銹鋼百葉結構，同時也使機器能夠通風。白天，幕牆會反光，而晚上，則使用藍色LED燈進行照明。大廳周圍的幕牆使用高密度的耐熱玻璃，以滿足高標準的防爆性。晚上，大堂上方的水晶立方體會發出藍光，白天的時候，它呈現白光，到了黃昏，它會變成紫色最後回到藍光。在主大廳內，藝術家珍妮·霍爾澤創作了一個燈光裝置，發光的物質穿過寬了塑料面板。整面牆壁，寬20（66英尺），高4.3（14英尺），會隨著不同的時間而變換顏色。霍爾澤與賴瑞·兆華斯坦的妻子克拉瓦（Klara Silverstein）共同選出在裝置上顯示的詩句。基於安全的考量，牆的結構也經過加強。
新的七號大樓被譽為美國最安全的摩天大樓。兆華斯坦地產的總裁聲稱：「該建築包含了最高級別的生命安全增強設計，並將成為未來高層建築的模範。」建築有2英尺（60厘米）厚的鋼筋混凝土，並配備有防火電梯和樓梯通道軸。原來的建築只使用石膏板來排列這些軸。新的樓梯比原來的建築更寬敞，改善了緊急出口。
世貿中心七號大樓配備了奧的斯的目的地控制系統電梯。在大廳鍵盤上按下目的地樓層號碼之後，乘客將進行分組並搭乘系統分配的特定電梯。電梯內沒有按鈕，以減少電梯等待和運轉時間。電梯系統與大廳旋轉門和讀卡器系統相互配合，可以識別工作人員的所屬樓層，並自動呼叫該樓層的電梯。建築中的鋼材有近30％來自回收鋼，雨水可經收集系統用於公園的灌溉和冷卻建築物。建築內部具有多項永續設計，包括充足的自然採光，並設置獨立電表鼓勵租戶節能減碳。暖氣系統的蒸汽也可回收發電，提供建築物部份能源。其絕緣和內部材料是用回收材質製成的。

### 施工

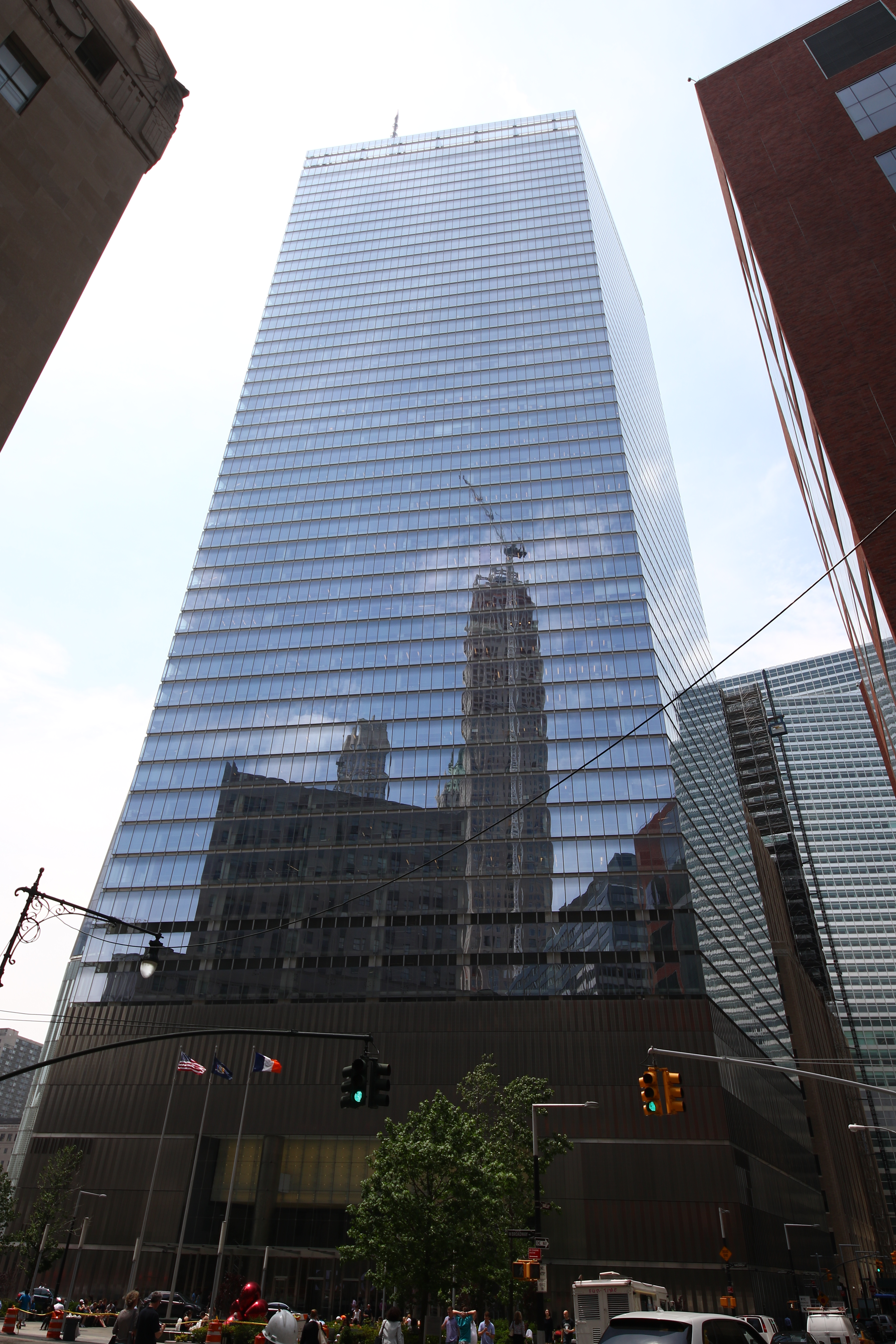
七號大樓街景圖

世貿中心七號大樓的重建計畫於2002年5月7日動土，2004年10月竣工，建設期間工地周圍安裝圍欄。紐約的鐵獅門建築公司於2002年開始在新的世貿中心七號大樓施工，現場清除了大量殘骸。重建聯合愛迪生電氣變電站是對曼哈頓下城的電力需求的緊急優先事項。由於世貿中心七號大樓與主要的世界貿易中心地點分開，兆華斯坦地產的整起建設工程只需要得到港務局的批准就能興建，因此重建才能夠迅速進行。建築物起先不包括在丹尼爾·里伯斯金的原始計劃中，但在SOM建築設計事務所大衛·蔡爾茲的領導下納入設計。

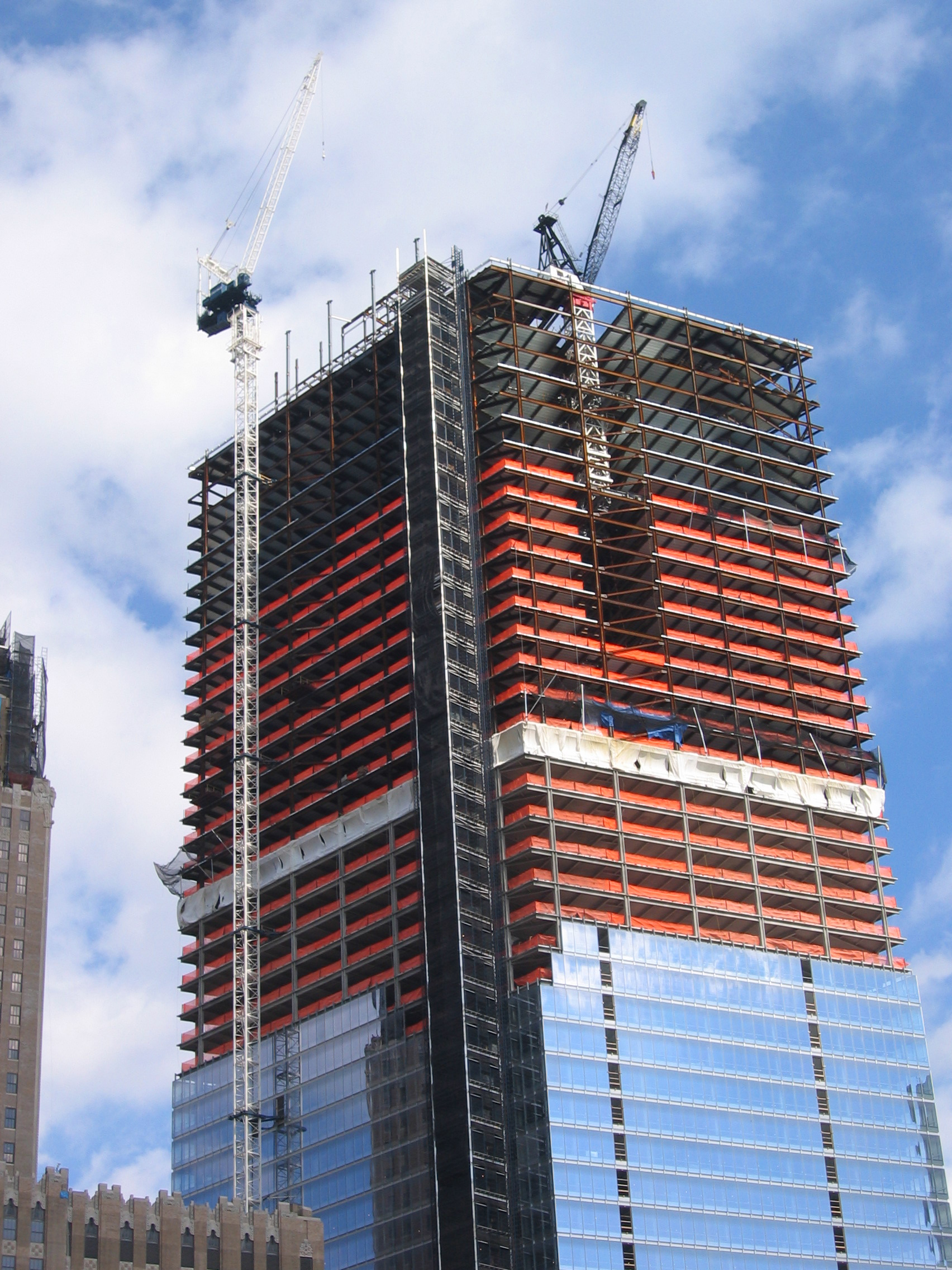
建造中的七號大樓（攝於2004年10月）

2003年10月變電站的建設一完成後，就開始建設辦公樓。建設的過程中使用了一種特殊的建築法：在添加混凝土芯之前先架設鋼架。這種方法允許施工進度大幅的縮短幾個月。建築工程於2006年完工，耗資7億美元。雖然兆華斯坦地產從老建築的保險收到了8.61億美元，但他仍然欠抵押貸款超過4億美元。重建費用是由自由債券提供4.75億美元的免費融資及公司本身扣除其他費用的保險理賠來支付，以幫助刺激曼哈頓下城的重建。
大衛·蔡爾茲與肯史密斯景觀工程事務所（Ken Smith Landscape Architect）的同事安妮·威因媽雅（Annie Weinmayr）共同設計了一個1,400平方（15,000平方英尺）的三角公園，坐落在格林威治街和西部百老匯之間。公園裡頭有一個開放的中央廣場與噴泉，在周圍種植美國楓香和黃楊木灌木的樹叢。 在噴泉的中心，雕塑家傑夫·昆斯創造了氣球花（紅色）雕塑，用鏡面拋光不銹鋼做成一個扭曲的氣球形狀的一朵花。

### 開幕
2006年5月23日中午，新的七號大樓正式開幕，並舉辦了一個免費音樂會。音樂會邀請了苏珊娜·薇佳、大國民阿寇、比爾·威爾、巴西銷魂四人組、Ollabelle、法老的女兒、羅南·泰南等人，以及特別來賓卢·里德。在開幕之前，2006年3月，新的世貿中心七號大樓大樓和大廳曾做為荷莉·貝瑞和布魯斯·威利斯拍攝電影《勾引陌生人》的場景。
自建築開幕以來，部分未開放的上層已舉辦過許多活動，如慈善午餐，時裝表演和黑領帶節日。  兆華斯坦地產釋放建築中的部分空間舉辦這些活動，好吸引人們的注意力。2006年9月8日至10月7日，攝影師喬納森·海曼的作品舉辦《美國風景》攝影展（"An American Landscape"），這是由世界貿易中心紀念基金會在七號世界貿易大樓舉辦的免費展覽。這些照片捕捉了2001年9月11日襲擊之後紐約市和美國各地人們的反應。展覽在45樓舉行，同時仍然開放出租。

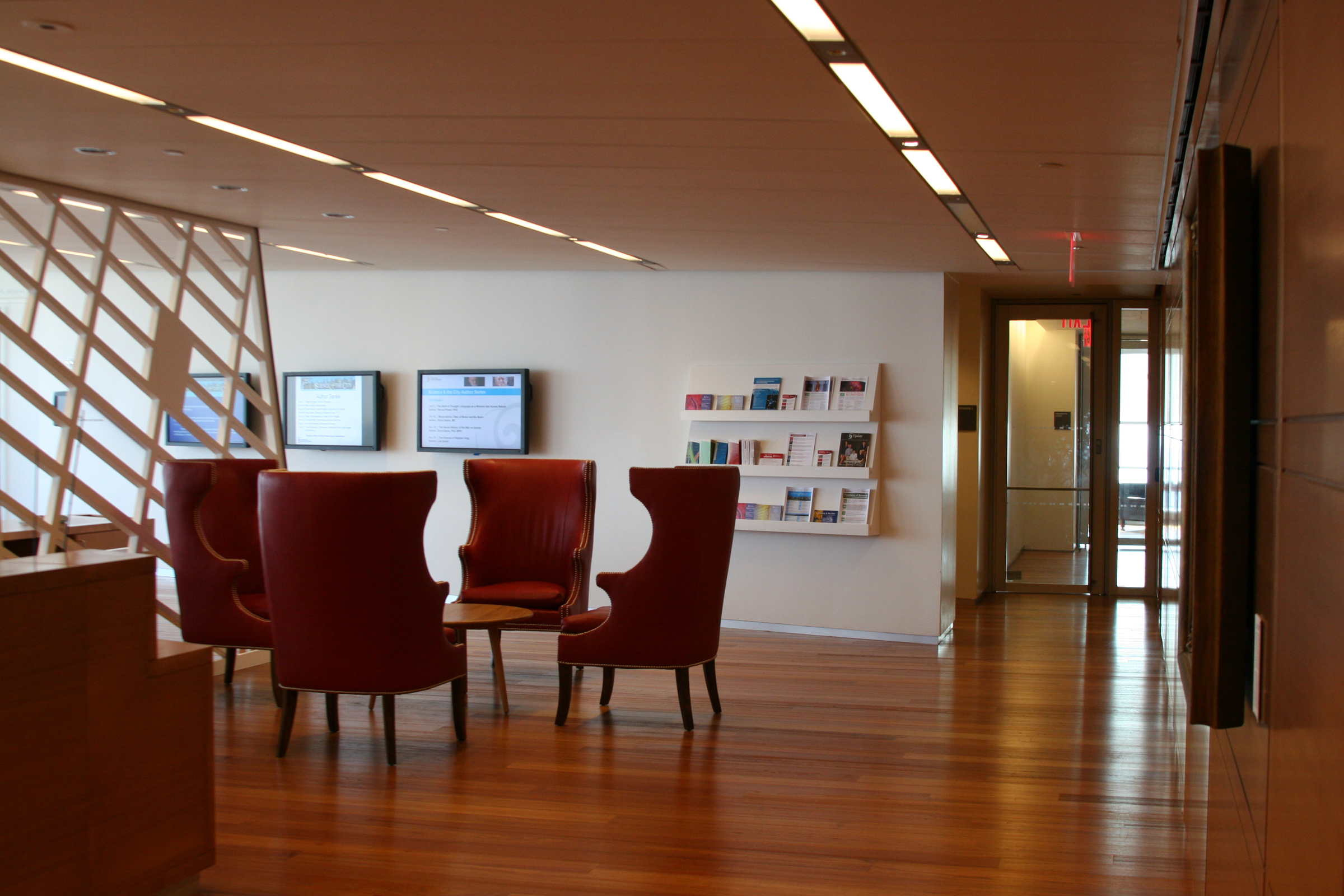
40樓的紐約科學院辦公室客廳

截至2017年1月，約百分之95的空間已租出。2006年9月，穆迪簽署了20年租約，承租世貿中心七號大樓的11-25樓（共15層）。 截至2007年5月，在七號世界貿易大樓簽訂租約的租戶包括了荷蘭銀行、阿默普萊斯金融、威爾默·黑爾法律事務所、Darby＆Darby、Mansueto  Ventures LLC、紐約科學院，以及《快速公司》和《Inc.》等商業雜誌出版社。
Mansueto Ventures所承租的樓層使用大量的自然光設計，並有一個開放的平面空間。40樓的紐約科學院（NYAS）使用的空間，由H3公司協助進行架構設計，讓建築物本身為平行四邊形所圍繞。NYAS的綠建築設計，使用了許多回收材料製成的辦公傢俱，並融合了具有感溫，以及偵測物體運動的燈，當有人在辦工時自動亮起，並根據入射的陽光進行調整。
兆華斯坦地產在世貿中心七號大樓也設有辦公室和兆銀套房（Silver Suites）行政辦公室，並與世界貿易中心一號樓、二號樓、三號樓和四號樓的建築工程公司共用同一個空間。該建築在2011年9月完全租罄，據報導明晟公司在頂層承租了一個125,000平方英尺的空間。

## 外部連結
- World Trade Center （页面存档备份，存于）
- Silverstein Properties （页面存档备份，存于）